# ケツァルコアトル (小惑星)
ケツァルコアトル (1915 Quetzálcoatl) は、アモール群の小惑星である。パロマー天文台でアルバート・ウィルソンが発見した。
アステカ神話において、文化神・農耕神・風の神とされる、ケツァルコアトルに因んで命名された。